# Велиев, Ханлар Рустам оглы

Ханлар Рустам оглы Велиев (азерб. Xanlar Rüstəm oğlu Vəliyev; род. 15 марта 1955, Евлах) — Военный прокурор Азербайджана (2005—2025). Судья Конституционного Суда Азербайджана (с 2025).

## Биография
Родился 15 марта 1955 года в г. Евлах. В 1978 году окончил юридический факультет Бакинского государственного университета. Кандидат юридических наук.
С 1978 года работал в органах прокуратуры.
С 1985 по 1993 год являлся старшим следователем, помощником прокурора Гянджинской городской прокуратуры, заместителем прокурора Газахского и Шамкирского районов.
С 9 ноября 1993 по 21 апреля 2000 года являлся заместителем генерального прокурора Азербайджана.
Военный прокурор Азербайджана (10 февраля 2005 — 8 апреля 2025). Являлся одновременно также заместителем генерального прокурора Азербайджана.
Являлся членом Коллегии Генеральной прокуратуры Азербайджана. 
Генерал-лейтенант юстиции.
Почётный работник прокуратуры Азербайджана.
18 марта 2015 года присвоено звание «Заслуженный юрист Азербайджана».
11 апреля 2025 года по представлению Президента Азербайджанской Республики Постановлением Милли Меджлиса Азербайджанской Республики назначен на должность Судьи Конституционного Суда.
Указом Президента Азербайджанской Республики от 15 апреля 2025 года освобожден от действительной военной службы с правом ношения военной формы.

## Награды
- Медаль «За военные заслуги» (22 июня 2006)[10]
- Орден «Азербайджанское знамя» (27 сентября 2008)[11]
- Орден «За службу Отечеству» I степени (17 марта 2025, за многолетнюю плодотворную деятельность в органах прокуратуры Азербайджана)[12]
- Орден «За службу Отечеству» II степени (28 сентября 2018)[13]
- Медаль «100-летие Прокуратуры Азербайджана (1918-2018) (13 марта 2020)
- Медаль Координационного совета генеральных прокуроров СНГ «25 лет КСГП СНГ» (24 июля 2020)
- Медаль «100-летие Гейдара Алиева (1923—2023)»